# Rochester Gasoline Carriage & Motor Company
Rochester Gasoline Carriage & Motor Company war ein US-amerikanischer Hersteller von Automobilen.

## Unternehmensgeschichte
Das Unternehmen wurde 1901 in Rochester im US-Bundesstaat New York gegründet. Im gleichen Jahr begann die Produktion von Automobilen. Der Markenname lautete Rochester. 1902 endete die Produktion. Einige Fahrzeuge wurden als Taxi zwischen Buffalo und Niagara Falls eingesetzt.
Es gab keine Verbindung zur Rochester Cycle Manufacturing Company aus der gleichen Stadt, die 1901 ebenfalls Automobile als Rochester anbot.

## Fahrzeuge
Eine Modellreihe waren Dampfwagen. Sie hatten einen Dampfmotor mit zwei Zylindern. Die offene Karosserie bot Platz für zwei Personen. Der Neupreis betrug 600 US-Dollar.
Außerdem gab es Fahrzeuge mit Ottomotoren.